# Geografia del Bangladesh

Carta del Bangladesh.

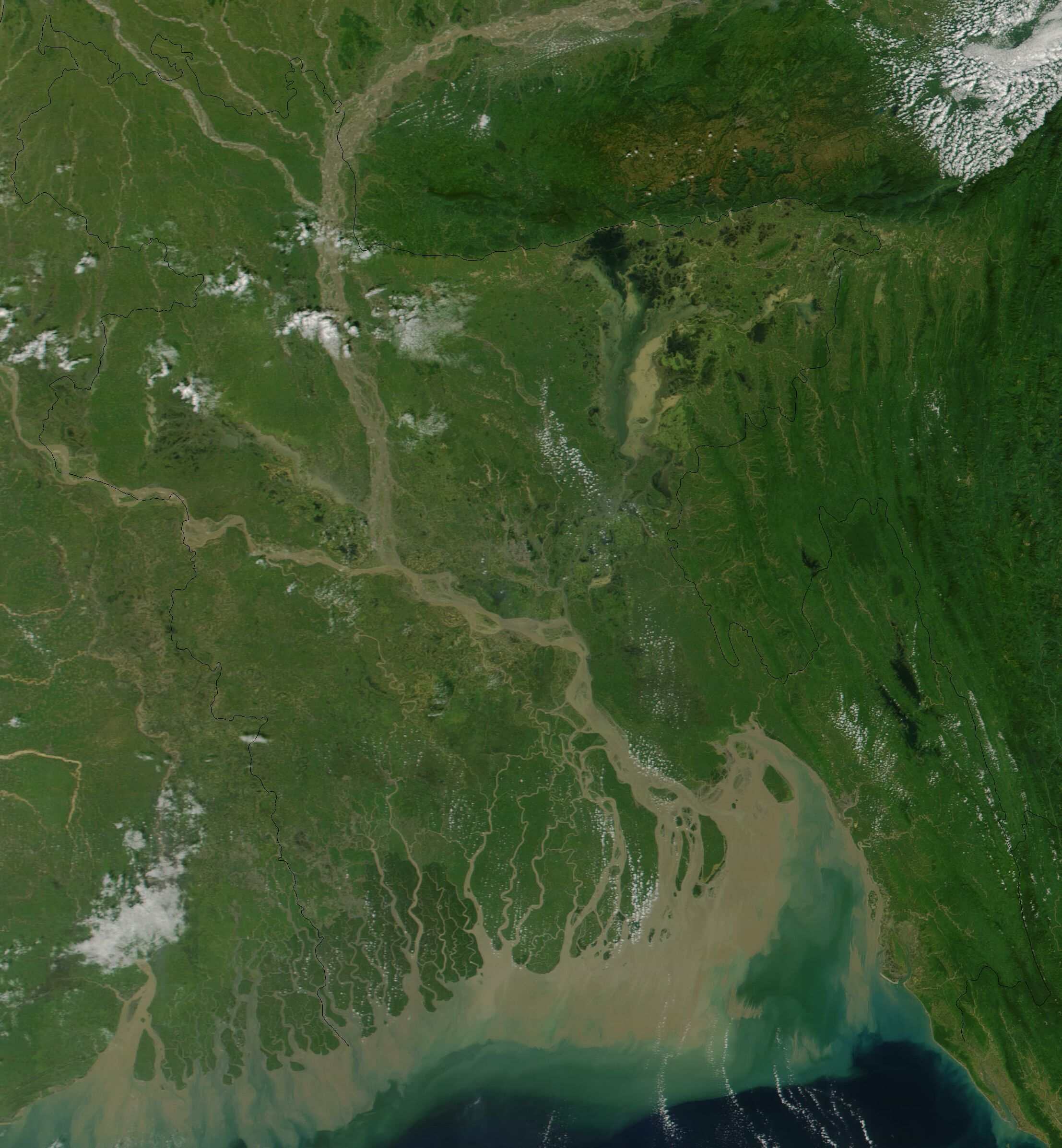
In questa immagine è ben evidente la geografia del Bangladesh.

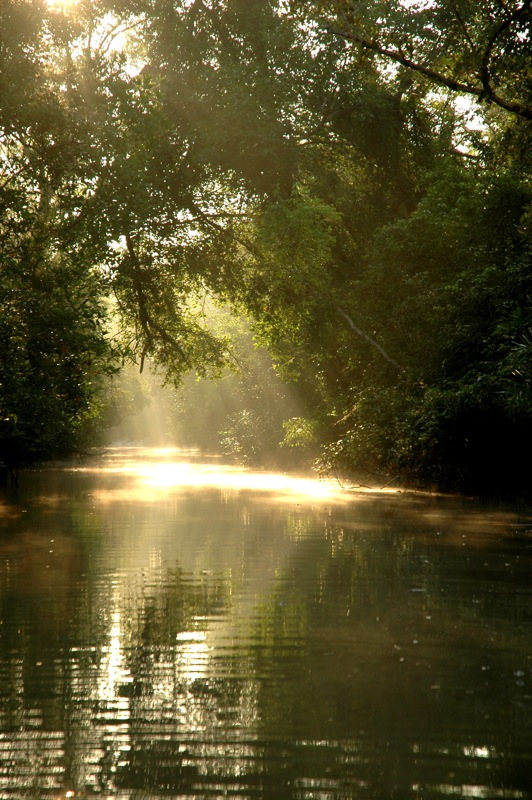
Un tratto delle Sundarbans.

Il Bangladesh confina con gli stati indiani del Bengala Occidentale a ovest e a nord, dell'Assam a nord, del Meghalaya a nord e a nord-est, e del Tripura e del Mizoram a est. A sud-est, confina con il Myanmar (Birmania). La regione meridionale del Bangladesh si apre sul golfo del Bengala.

## Morfologia
Allungandosi verso nord dal golfo del Bengala, il Bangladesh coincide all'incirca con i due terzi orientali della piana deltizia dei fiumi Padma (Gange) e Jamuna (Brahmaputra). Fatta eccezione per piccole superfici poco elevate costituite da antichi suoli alluvionali (che si innalzano per circa 30 m) ricoperti da giungla nelle aree nord-occidentali e centro-settentrionali - rispettivamente nelle regioni del Barind e del Madhupur -, la piana è una piatta superficie di suoli alluvionali recenti leggermente inclinata e con un'altitudine generalmente inferiore ai 9 m sul livello del mare. Nel nord-est e nel sud-est - rispettivamente nelle aree di Sylhet e delle colline di Chittagong - le piane alluvionali cedono il passo a crinali, allungati generalmente da nord a sud, che formano parte delle montagne che separano il Bangladesh dal Myanmar e dall'India. Nella parte meridionale, il Bangladesh è contornato dalle Sundarbans, una vasta distesa di foresta deltizia paludosa.
Il Barind è una fetta di terra leggermente elevata, di forma triangolare, situata tra le pianure alluvionali del Padma superiore e dello Jamuna nel Bangladesh nord-occidentale. Una depressione chiamata bacino di Bhar si estende a sud-est del Barind per circa 160 km fino alla confluenza del Padma con lo Jamuna. Durante la stagione del monsone estivo questa regione viene inondata, e in alcuni luoghi la terraferma scompare sotto oltre 3 m d'acqua. L'idrografia della parte occidentale del bacino è incentrata sulla vasta area palustre chiamata palude di Chalan, detta anche lago Chalan. Le pianure alluvionali dello Jamuna, poste a nord del bacino di Bhar e a est del Barind, si allungano dal confine con l'Assam a nord fino alla confluenza del Padma con lo Jamuna a sud. L'area è dominata dallo Jamuna, che frequentemente fuoriesce dagli argini in devastanti inondazioni. A sud del bacino di Bhar vi è la pianura alluvionale del Padma inferiore.
Nel Bangladesh centro-settentrionale, a est delle pianure alluvionali dello Jamuna, vi è la regione del Madhupur. È costituita da un altopiano sopraelevato in cui collinette di 9–18 m di altezza contornano vallate coltivate. Nel Madhupur crescono alberi di sal, il cui legno duro è paragonabile in valore e utilità a quello del teak. A est del Madhupur, nel Bangladesh nord-orientale, vi è una regione chiamata bassopiano nord-orientale. Comprende le parti meridionali e sud-occidentali della divisione di Sylhet (compresa la piana della valle del Surma) e la parte settentrionale della divisione di Mymensingh, e ospita un gran numero di laghi. Le colline di Sylhet nell'estremo nord-est della regione sono costituite da un certo numero di collinette e colline la cui altezza varia dai 30 agli oltre 330 m.
Nel Bangladesh centro-orientale il Brahmaputra, con il suo antico corso (il Vecchio Brahmaputra), andò a formare il bacino alluvionale del Meghna, la regione che comprende il basso e fertile Doab (regione tra due fiumi) Meghna-Sitalakhya. Quest'area è ulteriormente arricchita dalle acque di un affluente del Meghna, il Titas, e le zone di terraferma si sono formate e hanno mutato aspetto grazie alla deposizione di limo e sabbia nei letti fluviali del Meghna, specialmente tra Bhairab Bazar e Daudkandi. In questa regione sorge Dacca.
Nel Bangladesh meridionale il bacino centrale del delta comprende i vasti laghi della parte centrale del delta del Bengala, a sud del Padma superiore. La superficie totale del bacino è di circa 3100 km². La fascia di terra del Bangladesh sud-occidentale che circonda il golfo del Bengala costituisce il cosiddetto delta immaturo. Questa fascia, un bassopiano di circa 7800 km², contiene, oltre alla vasta foresta di mangrovie nota come Sundarbans, le terre bonificate e coltivate a nord di essa. L'area più prossima al golfo del Bengala è intersecata da una rete di canali che scorrono attorno a isole dalla forma grossomodo allungata. Il delta attivo, situato a nord del bacino centrale del delta e a est del delta immaturo, comprende il Doab Dhaleswari-Padma e le isole estuarine di varie dimensioni comprese tra il fiume Pusur a sud-ovest e l'isola di Sandwip presso Chittagong a sud-est.
Situata a sud del fiume Feni nel Bangladesh sud-orientale vi è la regione di Chittagong, che comprende molte colline, collinette, vallate e foreste, e ha un aspetto totalmente differente rispetto ad altre parti del paese. La piana costiera è in parte sabbiosa e in parte costituita da argilla salina; si estende verso sud dal fiume Feni fino alla città di Cox's Bazar e varia in ampiezza da 1,6 a 16 km. La regione ha un gran numero di isole costiere e una barriera corallina, quella di St. Martin's, al largo della costa del Myanmar. L'area collinare nota come colline di Chittagong, nell'estremità sud-orientale del paese, è costituita da basse colline di roccia tenera, soprattutto argilla e scisto. I crinali che si allungano da nord a sud non superano generalmente i 600 m di altezza.

## Idrografia

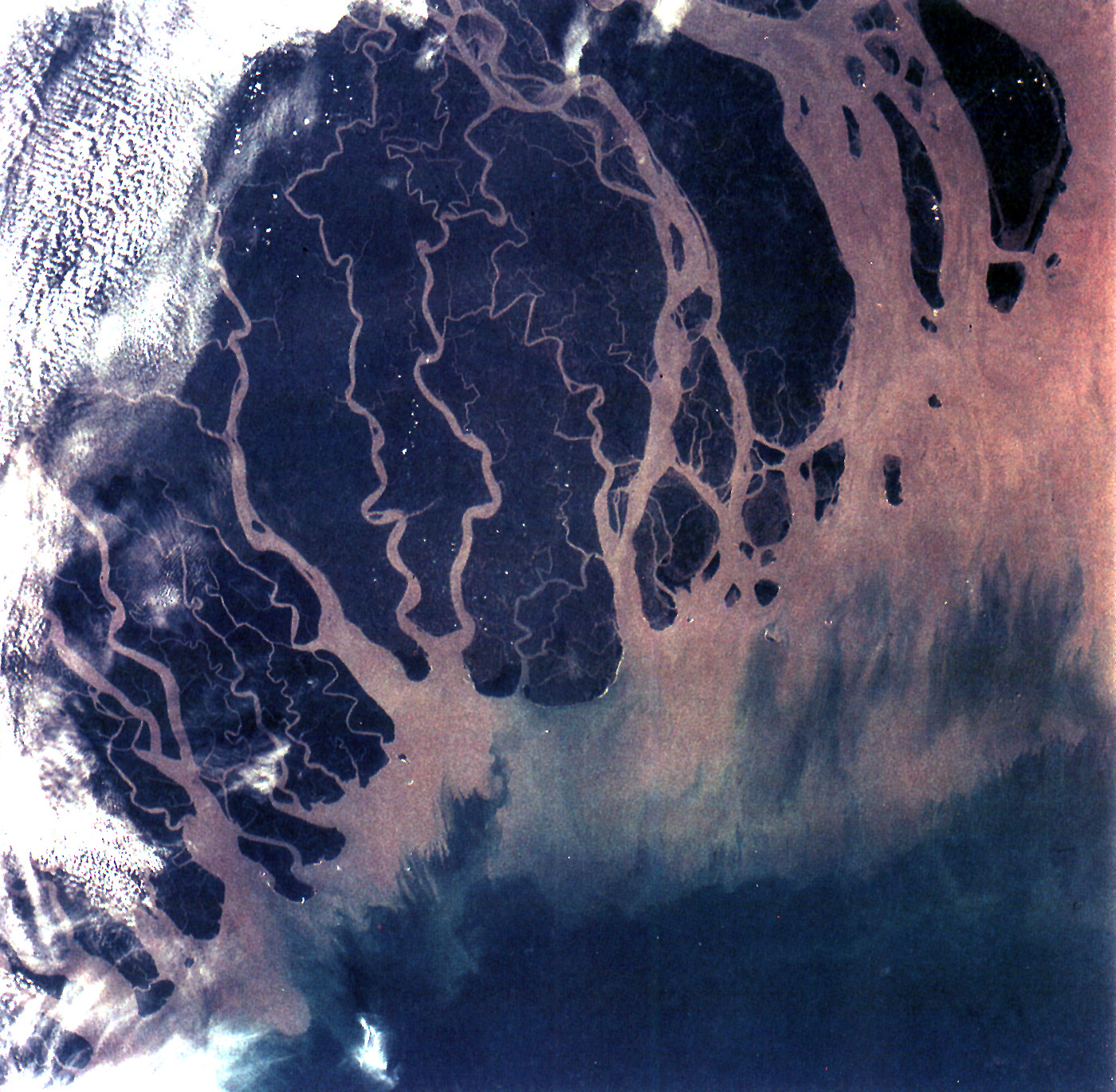
Il delta del Gange, tra India e Bangladesh.

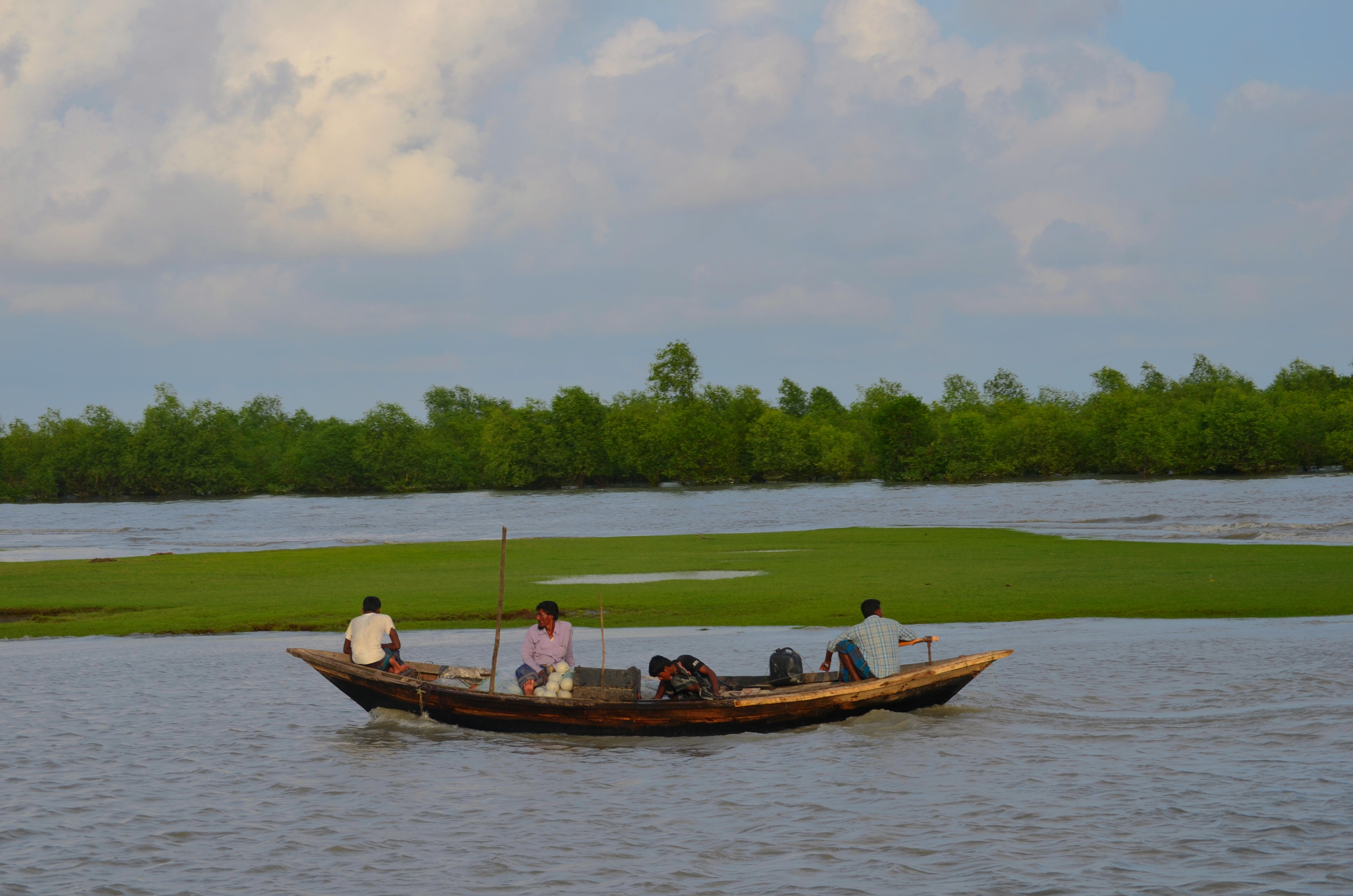
Barca sul fiume Meghna.

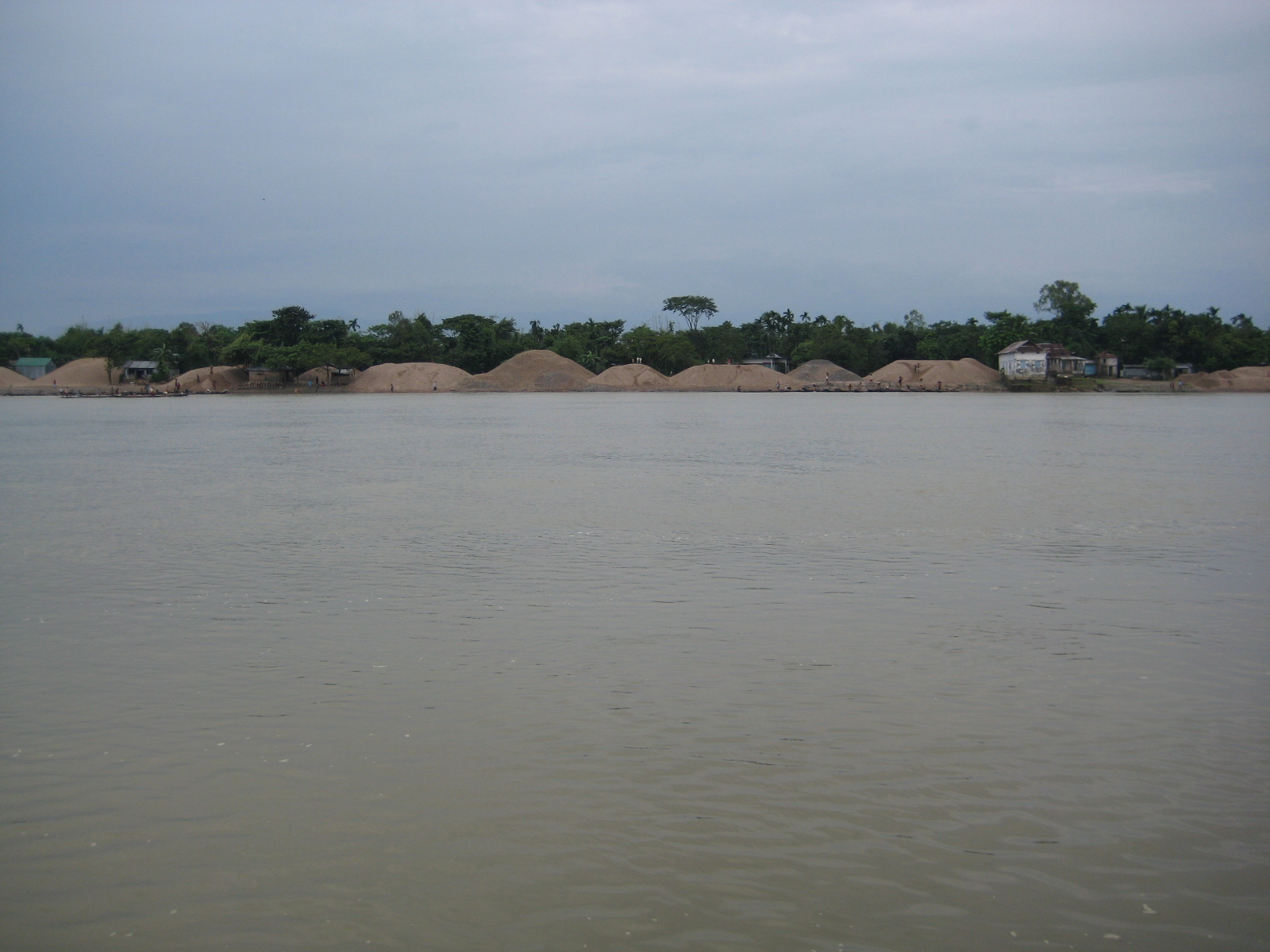
Il fiume Surma.

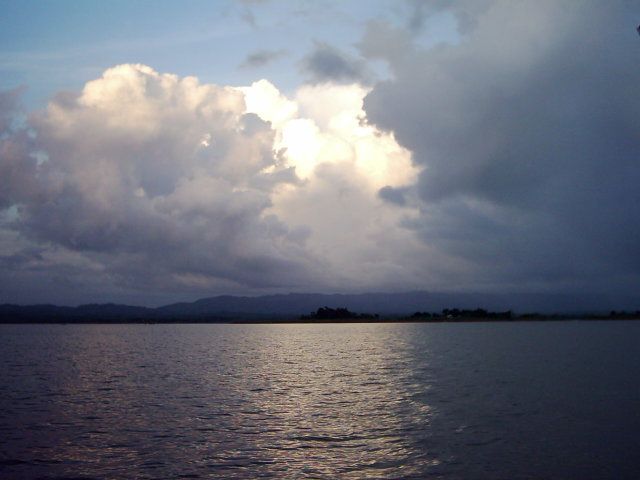
Il bacino artificiale di Kaptai.

L'aspetto più significativo del paesaggio del Bangladesh è costituito dai suoi fiumi, che hanno plasmato non solo la fisiografia ma anche lo stile di vita degli abitanti. I fiumi del Bangladesh, tuttavia, sono soggetti a costanti e talvolta rapidi mutamenti di corso, che possono influire sull'idrologia di una vasta regione; di conseguenza, nessuna descrizione della topografia del Bangladesh mantiene a lungo un'assoluta precisione. Uno spettacolare esempio di questi mutamenti avvenne nel 1787, quando il fiume Tista dette luogo a una straordinaria inondazione; le sue acque allora iniziarono improvvisamente a scorrere verso est, dove andarono ad alimentare ulteriormente il Brahmaputra. Il Brahmaputra, rigonfio di acque, a sua volta iniziò a scavarsi un letto più piccolo, che a partire dai primi del XIX secolo divenne il suo corso inferiore, ora noto come Jamuna. Nell'antico corso del Brahmaputra scorre ora solo un fiume molto più piccolo (il Vecchio Brahmaputra).
Ogni anno tra giugno e ottobre, i fiumi rompono gli argini e inondano la campagna, specialmente in settembre od ottobre, per poi ritirarsi velocemente in novembre. Le inondazioni sono sia una benedizione che una sventura. Senza di esse, i fertili depositi di limo non verrebbero arricchiti, ma le inondazioni più estese danneggiano regolarmente i raccolti e le costruzioni e talvolta esigono un pesante costo di vite umnane e animali.
I fiumi possono essere suddivisi in cinque sistemi principali:
- il Padma (o Gange) e i suoi rami deltizi,
- il sistema costituito dai fiumi Meghna e Surma,
- lo Jamuna e i canali che si dipartono da esso,
- i fiumi del nord del Bengala, e
- i fiumi delle colline di Chittagong e delle piane confinanti.

L'imponente Gange è il fulcro del sistema deltizio della regione storica del Bengala. Il vasto delta del Gange ricopre circa 60.000 km², e la maggior parte di esso è situata entro i confini del Bangladesh sud-occidentale. In Bangladesh il Gange è conosciuto come Padma, ed è suddiviso in due segmenti, il Padma superiore e il Padma inferiore. Il fiume entra in Bangladesh provenendo da ovest e forma, per circa 145 km, il confine tra il Bangladesh e il Bengala Occidentale. Man mano che procede attraverso il Bangladesh, il Padma superiore si suddivide in numerosi effluenti e canali e raggiunge la sua confluenza con lo Jamuna a ovest di Dacca, dopo la quale le loro acque unite insieme vanno a formare il Padma inferiore - che, dal punto di vista idrologico, costituisce il Padma vero e proprio. Il Padma inferiore scorre verso sud-est per congiungersi al Meghna nei pressi di Chandpur e sfociare nel golfo del Bengala attraverso l'estuario del Meghna e una serie di canali minori. Fatta eccezione per le zone in cui il suo letto scorre tra alti argini, il canale principale del Padma superiore muta il corso ogni due o tre anni. Le sue acque appaiono melmose a causa dell'elevato volume di limo trasportato dal fiume. I depositi di limo vanno a formare temporanee isole che, pur riducendo la navigabilità, sono anche estremamente fertili, tanto da costituire per decenni motivo di faide tra i contadini che accorrevano a occuparle.
Il Meghna è formato dall'unione dei fiumi Sylhet-Surma e Kusiyara. Questi due fiumi sono ramificazioni del fiume Barak, che nasce in India dallo spartiacque Nagar-Manipur. Il ramo principale del Barak, il Surma, si congiunge presso Azmiriganj nel Bangladesh nord-orientale con il Kalni e più a valle con il ramo del Kusiyara. Il Dhaleswari, un effluente dello Jamuna, si unisce al Meghna pochi chilometri a monte della confluenza del Padma inferiore con il Meghna. Snodandosi verso sud, il Meghna si ingrossa sempre più dopo aver ricevuto le acque di vari fiumi, tra cui il Buriganga e il Sitalakhya.
Lo Jamuna e i suoi canali adiacenti ricoprono una vasta area compresa tra il Bangladesh centro-settentrionale e il Meghna a sud-est. Un gran numero di fiumi si uniscono allo Jamuna, provenendo soprattutto da ovest, e, con i loro canali notoriamente mutevoli, non solo impediscono qualsiasi tipo di insediamento permanente lungo le sponde dello Jamuna, ma bloccano anche la comunicazione tra l'area settentrionale del Bangladesh e quella orientale, dove è situata Dacca.
Il Tista è il corso d'acqua più importante del Bangladesh nord-occidentale. Nasce sull'Himalaya nei pressi del Sikkim, in India, e scorre verso sud, svoltando a sud-est presso Darjiling (Darjeeling) per entrare in Bangladesh, dove infine si congiunge con lo Jamuna. I banchi e le sabbie mobili che circondano la confluenza dei due fiumi rendono difficile la navigazione del corso inferiore del Tista.
Quattro fiumi principali - il Feni, il Karnaphuli, il Sangu e il Matamuhari - costituiscono il sistema idrografico delle colline di Chittagong e delle pianure a esse collegate. Scorrendo generalmente verso ovest e sud-ovest attraverso la piana costiera, sfociano nel golfo del Bengala. Tra questi fiumi il più lungo è il Karnaphuli, sul quale è stata costruita una diga a Kaptai, circa 50 km a monte dalla sua foce nei pressi della città di Chittagong.
Nessuno dei principali fiumi del Bangladesh nasce entro i confini del paese. I rami sorgentizi del Surma sono in India; il Padma superiore nasce in Nepal e lo Jamuna in Cina, ma anch'essi raggiungono il Bangladesh dopo aver attraversato il territorio indiano. Così, il Bangladesh non ha il pieno controllo su nessuno dei corsi d'acqua che lo irrigano. La costruzione di uno sbarramento a monte di Farakka nel Bengala Occidentale ha portato alla deviazione di un considerevole volume di acque dal Gange in India, e la quantità che giunge nel Bangladesh occidentale diviene insufficiente durante la stagione secca, da novembre ad aprile. L'equa distribuzione delle acque del fiume è stata, già a partire dagli anni '70, una fonte di attrito tra India e Bangladesh.

## Suoli
In Bangladesh vi sono tre principali categorie di suoli: quelli alluvionali antichi, quelli alluvionali recenti e quelli collinari, che hanno una base di arenaria e scisto. I fertili suoli alluvionali recenti, presenti soprattutto nelle aree inondate, sono costituiti generalmente da argille e limo, e possono essere di tipo marrone chiaro, sabbioso, calcareo o ricco di mica. Sono carenti di acido fosforico, azoto e humus, ma non di potassa e ossido di calcio. I suoli alluvionali antichi delle giungle delle regioni del Barind e del Madhupur sono costituiti da argille e limo di colore marrone scuro - quindi ricchi di ferro - o rossastro. Sono umidi durante la stagione delle piogge e duri durante i periodi asciutti. I suoli collinari sono generalmente permeabili e possono sostentare una fitta copertura forestale.

## Clima

Classificazione Köppen dei climi del Bangladesh.

Il Bangladesh ha un clima tipicamente monsonico caratterizzato da venti apportatori di pioggia, temperature moderatamente calde ed elevata umidità. In generale, le temperature massime nei mesi estivi, da aprile a settembre, si aggirano sui 30 °C. Aprile è il mese più caldo nella maggior parte del paese. La variabilità delle temperature massime registrata durante i mesi invernali, da novembre a marzo, è maggiore di quella dei mesi estivi. Gennaio è il mese più fresco, con temperature massime che si aggirano sui 20 °C.
Le condizioni di più bassa pressione atmosferica si registrano nel Bangladesh in giugno e luglio, la stagione delle tempeste. I venti provengono soprattutto da nord e da nord-est in inverno, soffiando leggermente nelle aree settentrionali e centrali e con maggior potenza nei pressi della costa. Durante il periodo dei forti venti di nord-ovest tra marzo e maggio, tuttavia, la velocità dei venti può raggiungere i 65 km all'ora.
Sul Bangladesh cade una grande quantità di pioggia; fatta eccezione per alcune regioni occidentali, sul paese cadono ogni anno oltre 1500 mm di pioggia. Vaste aree del sud, del sud-est, del nord e del nord-est ricevono generalmente tra i 2000 e i 2500 mm di pioggia, e le regioni settentrionali e nord-occidentali della divisione di Sylhet ricevono normalmente tra i 3800 e i 5000 mm di pioggia. La massima piovosità si registra durante il periodo dei monsoni, tra giugno e settembre o i primi di ottobre.
Tempeste di grande intensità si registrano spesso agli inizi dell'estate (in aprile e maggio) e verso la fine della stagione dei monsoni (tra settembre e ottobre, e talvolta a novembre). Questi fenomeni possono produrre venti che soffiano a oltre 160 km all'ora, e generare onde nel golfo del Bengala le cui creste si innalzano anche fino a 6 m prima di infrangersi con forza tremenda sulle aree costiere e sulle isole al largo, provocando danni a uomini e proprietà. A partire dagli inizi del XVIII secolo, quando vennero effettuate le prime registrazioni, queste tempeste hanno provocato più di un milione di vittime, delle quali ben 815.000 in appena tre episodi, nel 1737, nel 1876 e nel 1970.

## Flora e fauna

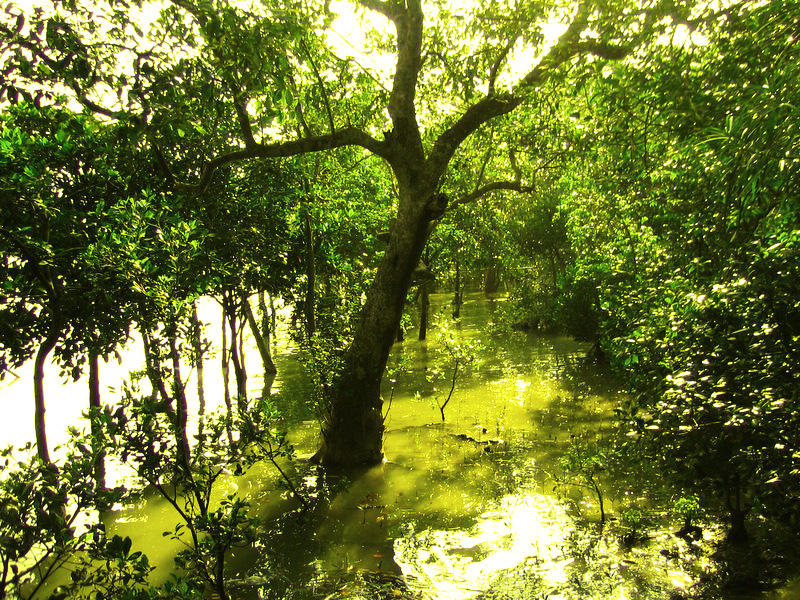
Alberi di sundari.

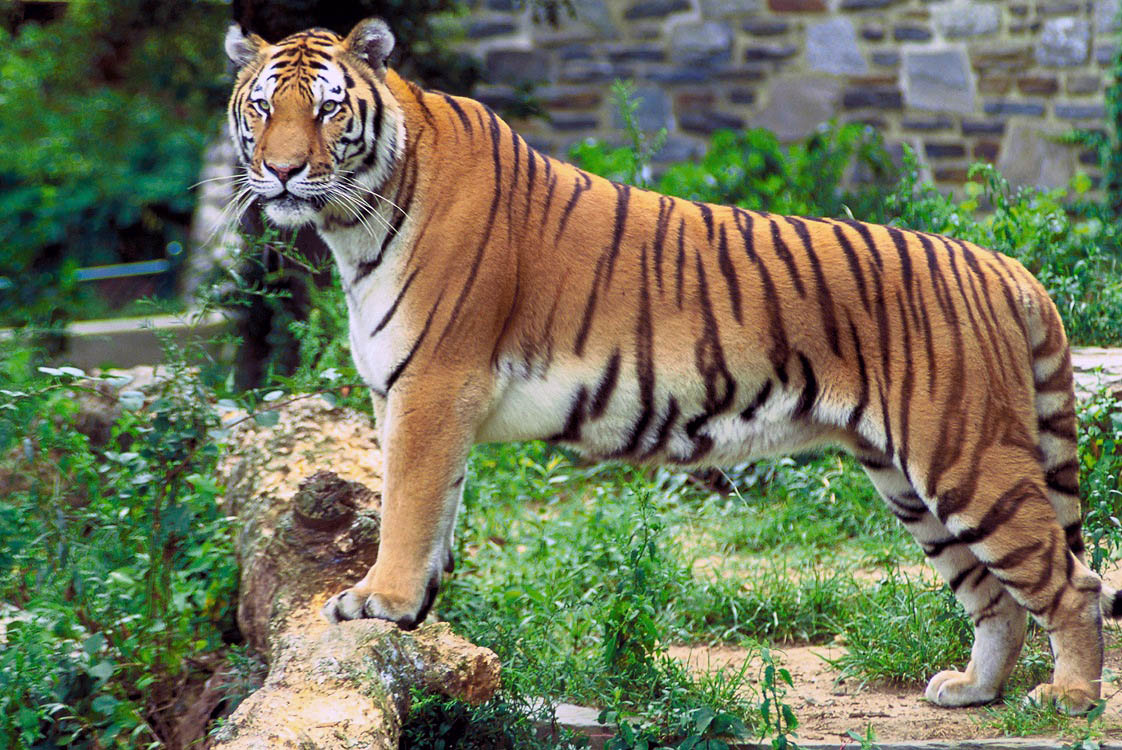
Una tigre del Bengala.

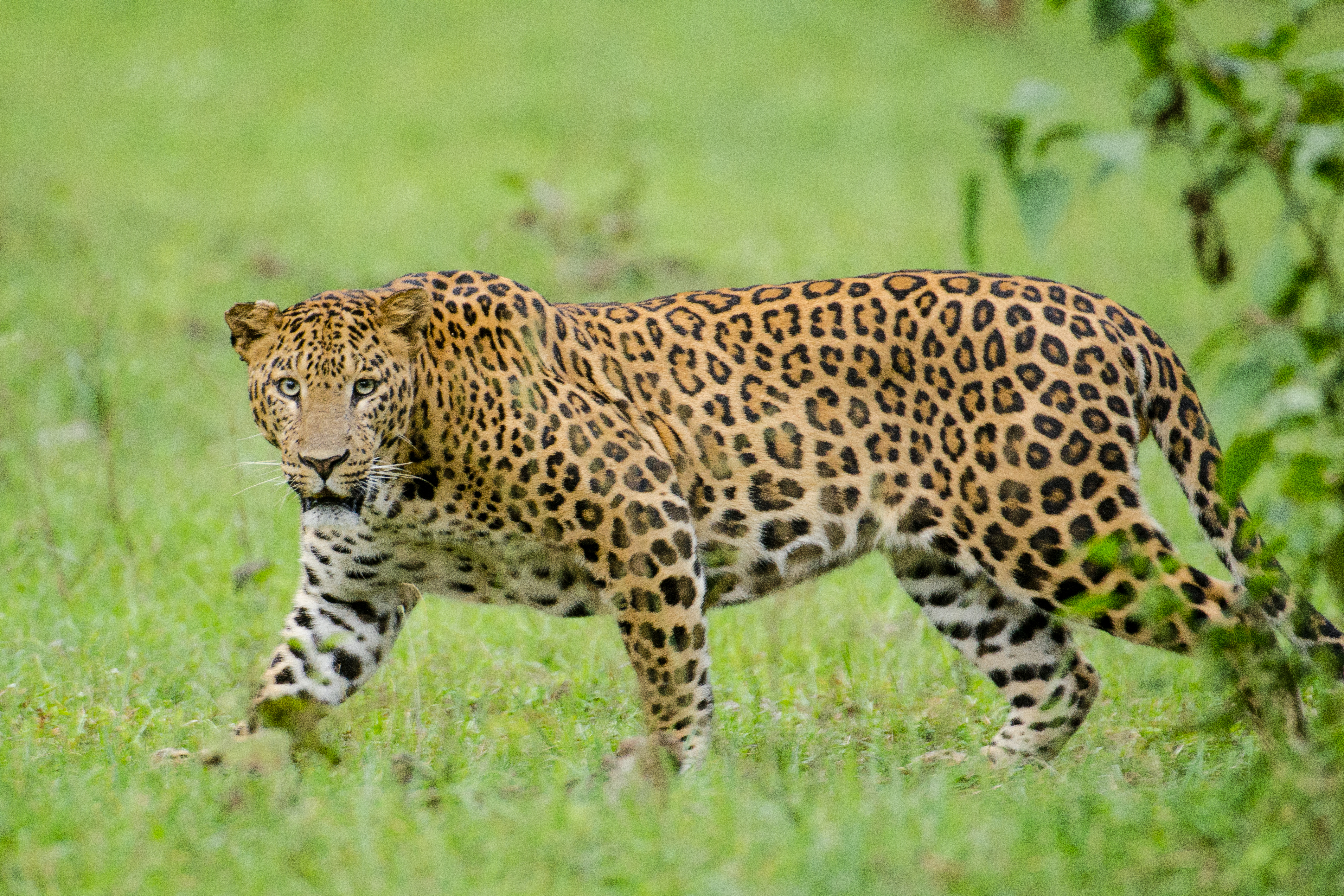
Un leopardo indiano.

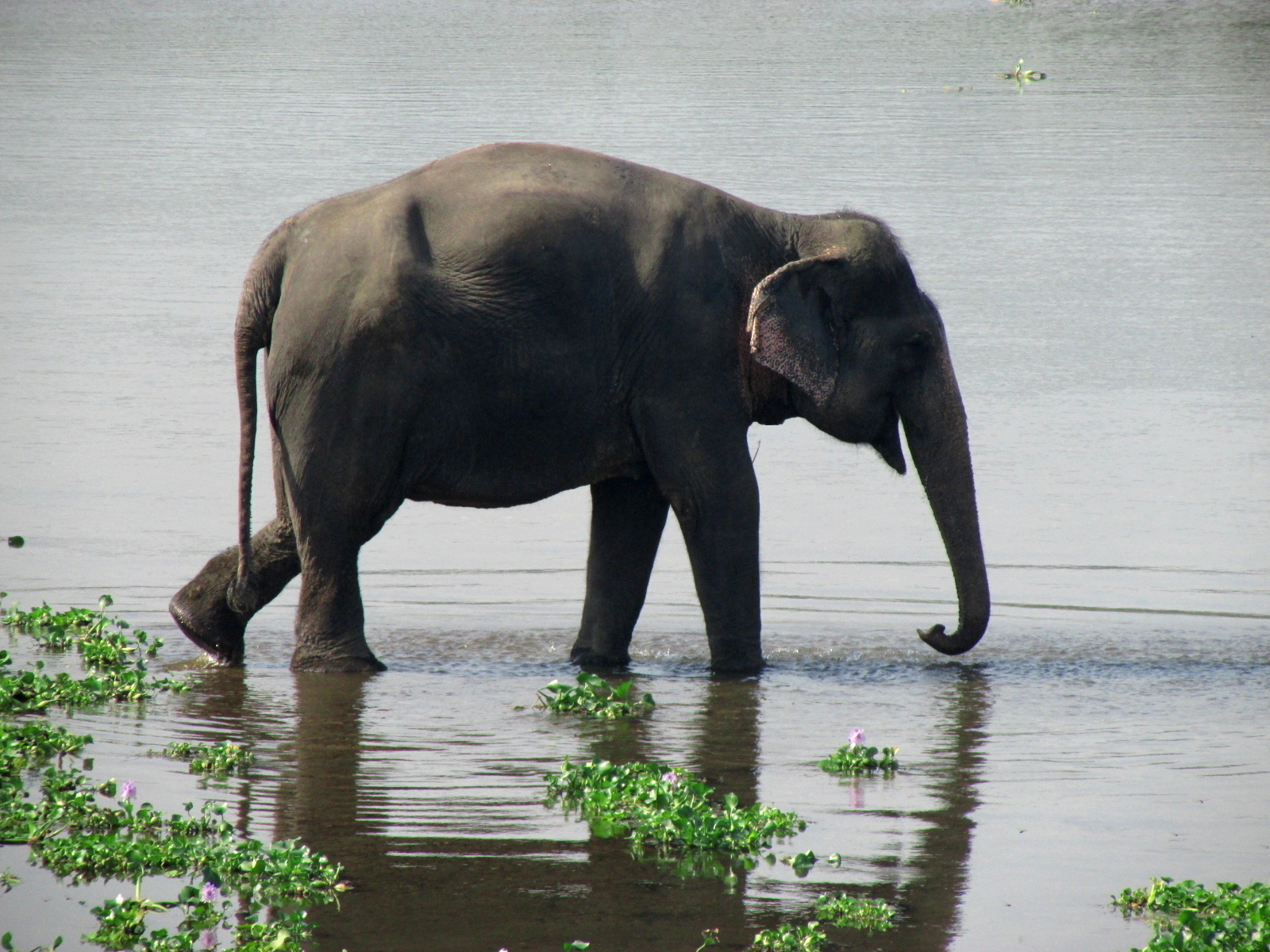
Un elefante asiatico.

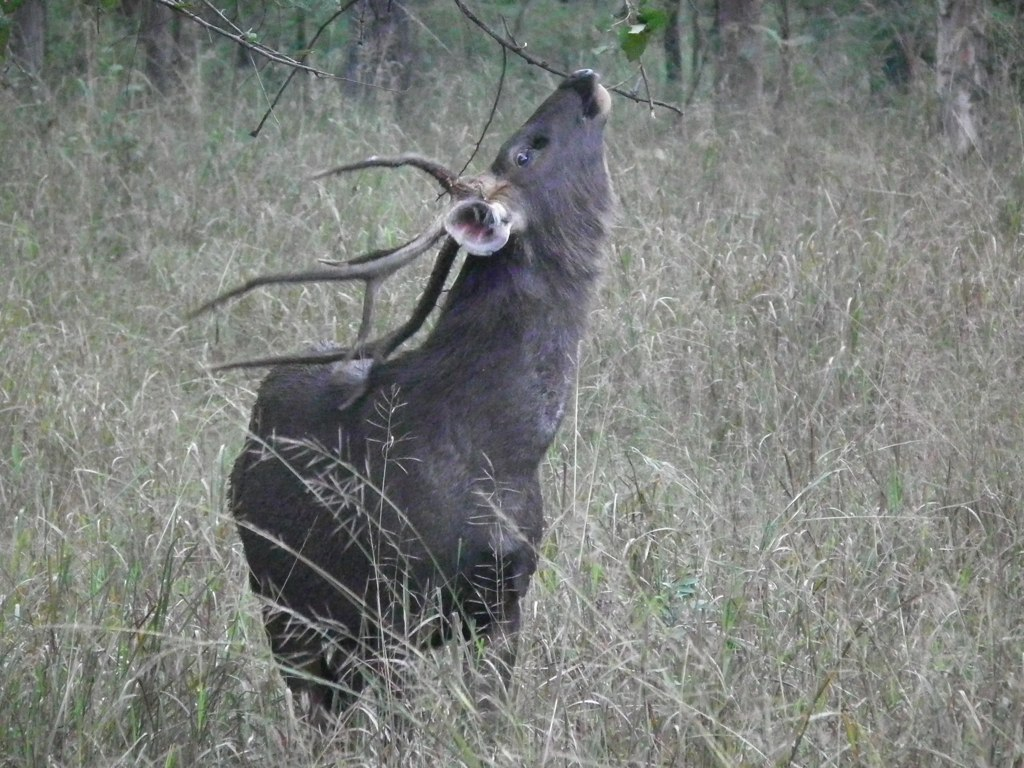
Un cervo sambar.

In generale possiamo affermare che il Bangladesh possegga una vegetazione lussureggiante, con villaggi che sembrano seppelliti da manghi, jackfruit, bambù e palme di betel, da cocco e da dattero. Tuttavia, solamente una piccola parte della superficie del paese è ricoperta da foreste.
Nel Bangladesh si trovano quattro differenti aree di vegetazione. La zona orientale, che comprende parte delle divisioni di Sylhet e di Chittagong, occupata da molte colline poco elevate ricoperte da giungle di bambù e rattan (una specie di palma rampicante). La specie vegetale qui più comune è un grosso tipo di bambù che forma la base dell'industria cartaria del paese. La zona centrale, che ricopre la parte del paese a nord di Dacca, contiene molti laghi e sostenta una vegetazione palustre; sul suolo di parte di questa zona si sviluppano le giungle del Madhupur. L'area situata a nord-ovest dello Jamuna e a sud-ovest del Padma forma una piatta pianura, la cui vegetazione è costituita soprattutto da piante coltivate e da frutteti. Il babul (Vachellia nilotica) è l'albero più caratteristico di questa zona. La zona meridionale lungo il golfo del Bengala comprende la vasta zona umida delle Sundarbans, con la loro caratteristica vegetazione di mangrovie. Alcune specie di mangrovie hanno un importante valore commerciale, come il sundari (Heritiera fomes o H. minor), da cui le Sundarbans prendono il nome, e il goran (Ceriops decandra). Grande valore hanno anche gli alberi di gewa o gengwa (Excoecaria agallocha), dai quali si ricava un legno dolce usato per fabbricare carta di giornale. Tra la straordinaria varietà di fiori ricordiamo le ninfee (chiamate localmente shapla, fiore nazionale del paese), le calendule, le tuberose e l'ibisco cinese. Il bokul (Mimusops elengi) è un comune arbusto che produce piccole bacche rosse.
Il Bangladesh offre dimora a numerosi animali selvatici, tra cui più di 100 specie di mammiferi, nonostante la popolazione di alcune specie sia diminuita sensibilmente già a partire dagli inizi del XX secolo. Gli elefanti, che vivono in mandrie che possono essere composte da meno di una dozzina a quasi 100 esemplari, sono diffusi sulle colline di Chittagong e nel settore nord-orientale della divisione di Sylhet. Bufali asiatici (Bubalus bubalis) domestici vengono impiegati per arare e per tirare i carri. Tra le varie specie di cervo, sono ben rappresentati il piccolo muntjac (genere Muntiacus; detto anche cervo abbaiatore) e il grosso cervo sambar (Rusa unicolor), dal collo ricoperto da una folta criniera. Quest'ultimo vive nelle giungle orientali del paese. Il cervo pomellato (Axis axis), di medie dimensioni, un tempo era comune in molte parti del paese, ma a partire dagli inizi del XXI secolo si incontra solamente nella regione delle Sundarbans. Nelle Sundarbans un tempo era presente anche il barasinga (Rucervus duvaucelii), ma questa specie è scomparsa dal Bangladesh nel XX secolo. Allo stesso modo, anche il cervo porcino (Axis porcinus) è scomparso dal paese.
Tra i carnivori, la tigre del Bengala (Panthera tigris tigris) è il rappresentante più noto. Il leopardo comune (P. pardus) è originario della regione, così come un suo parente più piccolo, il raro leopardo nebuloso (Neofelis nebulosa), dalla pelliccia coperta da macchie oblunghe color grigio scuro. Il feroce gatto leopardo (Prionailurus bengalensis) ha all'incirca le dimensioni di un gatto domestico, ma ha zampe più lunghe.
Gli orsi in Bangladesh sono rappresentati dall'orso labiato (Melursus ursinus), dall'orso dal collare (Ursus thibetanus; detto anche orso tibetano) e dall'orso malese (Helarctos malayanus). Tra questi, l'orso labiato è il più comune. Gli sciacalli (Canis aureus), i cui inquietanti ululati notturni costituiscono un suono familiare in Bangladesh, sono numerosi, così come varie specie di mangusta. Il macaco Rhesus (Macaca mulatta) è la scimmia più comune nel paese.
Nel Bangladesh vivono centinaia di specie di uccelli. La comune cornacchia delle case è diffusa ovunque, e il suo gracchiare è detestato da molti abitanti del Bangladesh, che considerano le cornacchie un cattivo auspicio. Sono presenti anche bulbul, pettirossi gazza e un'intera varietà di silvie; altre specie sono migratori che compaiono solamente in inverno. Vi sono alcune specie di pigliamosche e maine di vari tipi. Tra le altre specie ricordiamo vari galliformi, parrocchetti, cuculi, sparvieri, gufi, martin pescatori, buceri, upupe, picchi e avvoltoi. Tra le aquile, il serpentario crestato e l'aquila di mare di Pallas sono le specie più comuni. Vi è anche una stupefacente varietà di uccelli acquatici, tra cui aironi, cicogne, anatre e oche selvatiche.